# Schawwāl
Schawwāl (arabisch شَوَّال, DMG Šawwāl) ist der zehnte Monat des islamischen Mondkalenders.

## Bedeutung
In den ersten Tagen des Schawwāl findet das Fest des Fastenbrechens ʿĪdu l-Fiṭr statt. Besonders fromme Muslime fasten nach den Festtagen noch einmal einige Tage, dies gilt als besonders verdienstvoll; am achten Tag des Schawwal folgt im Iran diesen Fastentagen das „Sechs-Tage-Fest“ schascha, das seit dem Mittelalter bezeugt ist. Weitere allgemeine Festtage gibt es im Schawwal nicht, nur lokale Heiligenfeste.